# Japanagromyza meridiana
Japanagromyza meridiana este o specie de muște din genul Japanagromyza, familia Agromyzidae, descrisă de Spencer în anul 1961. Conform Catalogue of Life specia Japanagromyza meridiana nu are subspecii cunoscute.